# Комиш-Садак
Коми́ш-Сада́к (рос. Камыиш-Садак) — село у складі Абдулинського міського округу Оренбурзької області, Росія.

## Населення
Населення — 155 осіб (2010; 254 у 2002).
Національний склад (станом на 2002 рік):
- мордва — 88 %